# Ludwig Franzius

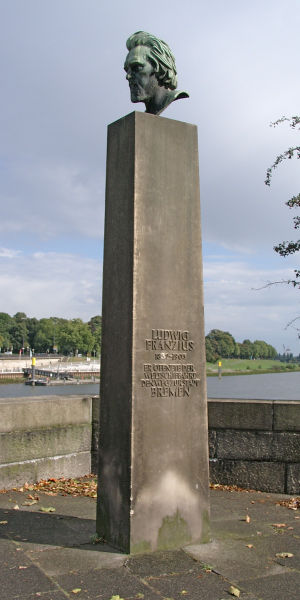
Franzius emlékműve Brémában

Ludwig Franzius (Wittmund, 1832. március 1. – Bréma, 1903. június 23.) német vízügyi mérnök, a Weser szabályozási tervének kidolgozója és a brémai kikötők építtetője.

## Élete és munkássága
Iskoláit Hannoverben végezte, majd a porosz állam szolgálatába szegődvén Németország északnyugati régiójának különböző helyein dolgozott. 1867-ben meghívták a berlini építészeti akadémiára, amelynek professzora lett. 1874-ben megpályázta és elnyerte Bréma város főépítészének hivatalát. 1875. április 1-jén hivatalba lépvén hozzálátott élete legnagyobb munkájához a Weser elfajult medrének szabályozásához. Franzius nagy energiával kezdett munkához. A hatékony szabályozás érdekében talajvizsgálatokat végzett, megmérte a víz által szállított hordalék mennyiségét. Két év adatgyűjtés után Franzius pályázatot íratott ki a szabályozási munkák kivitelezésére.
Az 1885-ben lezárult Weser-szabályozás közben kapta a felkérést, hogy tervezze meg a kor legnagyobb kikötőmedencéit Bréma északi külvárosában. Az Ő tervei alapján öltött formát a mai Europahafen. Munkáit számos elismeréssel honorálták.